# Nidafjällen
Nidafjällen eller Nidafjäll (fornisländska Niðafjöll) är i nordisk mytologi en plats, som är omnämnd i Valans spådom och Snorres Edda.
I Valans spådom nämns Nidafjällen i den sista strofen som den plats varifrån draken Nidhögg kommer ned över slätten. 
Enligt Snorre Sturlassons Edda ligger salen Sindre i Nidafjällen. Sindre var en sal av rött guld där goda och rättrådiga ska leva efter Ragnarök. I Valans spådom, som är en av Snorres källor, sägs endast att Sindreättens gyllene sal står norrut på Nidavallarna.